# Козлов, Владимир Евгеньевич (бобслеист)
Влади́мир Евге́ньевич Козло́в (род. 7 марта 1958, Димитров, Сталинская область) — советский бобслеист, разгоняющий, первый олимпийский чемпион в истории отечественного бобслея (в двойке с Янисом Кипурсом), чемпион мира в двойках в 1988, бронзовый призёр Чемпионата мира в четвёрках в 1988, победитель Кубка Мира 1987—1988. Неоднократно признавался лучшим разгоняющим чемпионатов и кубков мира и Европы. Заслуженный мастер спорта СССР (1988). Награждён орденом «Дружбы народов».

## Биография
В молодости занимался лёгкой атлетикой, выполнил норматив мастера спорта в беге на 100 метров. Окончил Государственный центральный ордена Ленина институт физической культуры (ГЦОЛИФК). Выступал за ВДФСО профсоюзов.
В 1988 году на Олимпиаде в Калгари вместе с пилотом Янисом Кипурсом принёс СССР первую в истории олимпийскую золотую медаль в бобслее. После финиша последнего четвёртого заезда в двойках от усталости у Козлова так свело руки, что он не мог их разжать, и Кипурсу пришлось помогать.
Там же выиграл бронзу в четвёрках (с Янисом Кипурсом, Гунтисом Осисом и Юрисом Тоне). Тренером Козлова был А. М. Шредерс.
Завершил спортивную карьеру в 1994 году. Работал тренером по бобслею на Украине.
Летом 2006 года претендовал на пост президента Федерации бобслея и скелетона России (ФСБР), но не был утверждён в качестве официального кандидата, так как на тот момент не являлся членом ФСБР. В итоге президентом ФСБР был избран президент компании «Автолайн» Никита Музыря. Через несколько недель Козлов организовал и возглавил Федерацию бобслея и скелетона Москвы. С 2010—2015 гг. был техническим директором Федерации бобслея России. Участвовал в подготовке сборной России по бобслею к Олимпийским Играм в Сочи 2014; входил в состав комиссии по приёмке Олимпийской трассы СБТ «Санки». В настоящее время — тренер сборной Москвы и ГБУ СШОР «Хлебниково» по бобслею.